# Saint-Gervais (Val-d’Oise)
Saint-Gervais egy község Franciaországban. Lakosainak száma 883 fő (2022. január 1.).

## Földrajza
Saint-Gervais Parnes, Omerville, Montagny-en-Vexin, Montjavoult, Ambleville, La Chapelle-en-Vexin, Hodent és Magny-en-Vexin községekkel határos.